# Pawło Wasyłyk
Pawło Wasyłyk, Павло Якимович Василик (ur. 8 sierpnia 1926 w Borysławce, zm. 12 grudnia 2004 w Kołomyi) – biskup greckokatolicki, ordynariusz diecezji kołomyjsko-czerniowieckiej.

## Życiorys
Urodził się jako jedno z 11 dzieci w rodzinie. Już w młodości, w czasie II wojny światowej, aktywnie włączył się do walki narodowowyzwoleńczej Ukraińców. Jego rodzina została wysiedlona z Polski do USRR.
1 kwietnia 1947 został zadenuncjowany przez agenta KGB, aresztowany we Lwowie i za zdradę ojczyzny oraz antysowiecką propagandę (art. 54.1a i 54.11 KK) skazany na osiem lat pozbawienia wolności (1947–1955).
1 stycznia 1950 został wyświęcony na diakona przez bp. Wiktora z Rzymu (jezuity obrz. wschodniego). W latach 1951–1952, już jako diakon, odbywał wyrok w Spaśku w obwodzie keremowskim. W 1953 Sowieci przenieśli skazańca do Oldżerasa w Kraju Ałtajskim, a w następnym roku do gułagu w Omsku.
Dopiero w 1956 Pawło Wasyłyk powrócił do obwodu tarnopolskiego, do rejonu buczackiego, gdzie zamieszkiwała jego rodzina. 18 listopada 1956 został potajemnie wyświęcony na księdza przez władykę Mykołaja Czarnećkiego, wizytatora apostolskiego Wołynia i Podlasia. Bezpośrednio po święceniach kapłańskich, w latach 1956–1959 rozwinął aktywną działalność duszpasterską na Tarnopolszczyźnie, w okolicach Stanisławowa, Zakarpaciu, Lwowszczyźnie i Krymie.
Powtórnie aresztowany został w 1959 w Stanisławowie. Drugi wyrok ks. Pawło odbywał w Mordowii w latach 1959–1964. W tym obozie przebywał także Jego Świętobliwość Patriarcha Josyf Slipyj.
1 maja 1974 podziemny biskup Jozafat Fedoryk, egzarcha dla grekokatolików w Centralnej Azji, potajemnie wyświęcił ks. Pawła na biskupa. Wydarzenia to miało miejsce we wsi Wilchiwci, w rejonie żydaczowskim na Lwowszczyźnie.
Teren działalności biskupiej Władyki Pawła obejmował Galicję, Zakarpacie, Wołyń, Równe, Chmielnicki, Dnipropietrowsk, Odessę, Moskwę, Leningrad, Krym i republiki nadbałtyckie. W wielu miastach i wsiach powstawały podziemne parafie. Tak szeroko rozwinięta działalność nie uchodziła uwadze służb specjalnych, które często dokonywały zatrzymań i aresztowań władyki Pawła oraz konfiskowały księgi i szaty liturgiczne.
4 sierpnia 1987 grupa ukraińskich duchownych greckokatolickich (w tym Pawło Wasyłyk), zakonników i zakonnic oraz świeckich pod przewodnictwem władyki Pawła, poinformowała cały świat, że UKGK wychodzi z podziemia i rozpoczyna legalną działalność. Odpowiednia odezwa została skierowana do papieża Jana Pawła II, a jej kopię otrzymał prezydent ZSRR Michaił Gorbaczow.
17 września 1988 władyka Pawło został zaproszony do Moskwy, gdzie przy okrągłym stole omawiano sprawy związane z UKGK w ZSRR. Uczestnikami tego spotkania byli także czterej amerykańscy senatorowie i przedstawiciele Rady Najwyższej ZSRR.
7 lutego 1989 hierarcha stał na czele delegacji UKGK, która udała się do Moskwy. Wtedy też domagał się od centralnych władz sowieckich uznania UKGK. 16 maja 1989 r. w przeddzień zjazdu deputatów ludowych ZSRR, do Moskwy ponownie przybyła delegacja UKGK w składzie: biskupi Pawło Wasyłyk, Sofron Dmyterko, Fyłymon Kurczaba, księża: H. Simkajło, W. Wijtyszyn (obecny biskup iwano-frankowski), T. Seńkiw, I. Woźniak (obecny abp lwowski) oraz liczni wierni świeccy, by spotkać się z prezydentem Michaiłem Gorbaczowem.
Wydarzeniem historycznym było utworzenie eparchii kołomyjsko-czerniowieckiej UKGK na czele z pierwszym jej ordynariuszem w osobie władyki Pawła (Wasyłyka). Intronizacja odbyła się 31 października 1993 w Kołomyi. Wtedy też rozpoczęto budowę soboru katedralnego Przemienienia Pańskiego w Kołomyi, by stał się on centrum życia nowej eparchii.
Za swoją działalność, władyka Pawło już za życia doczekał się szeregu wyróżnień:
- doktorat honoris causa Uniwersytetu w Seton (USA)
- doktorat honoris causa Instytutu Ekonomiki i Prawa w Iwano-Frankiwsku